# كارولين كوريا
كارولين كوريا هي عارضة وممثلة أسترالية وبرازيلية، ولدت في 19 مايو 1979 بأومواراما في البرازيل.

## أعمال

### أفلام
- (2005)  انتقام السيث
- (2006)  قيادة طوكيو[3]

## وصلات خارجية
- كارولين كوريا على موقع IMDb (الإنجليزية)
- كارولين كوريا على موقع ألو سيني (الفرنسية)
- كارولين كوريا على موقع قاعدة بيانات الفيلم (الإنجليزية)
- كارولين كوريا على موقع كينوبويسك (الروسية)